# Art du livre dans le monde islamique
L'art du livre en terres d'islam, autrement dit dans le monde musulman, est un des domaines les plus importants de l'art. Le livre constitue une voie essentielle du savoir, de la religion et de la poésie. L'art du livre met en œuvre plusieurs disciplines: la peinture, la reliure, la calligraphie et l'enluminure c’est-à-dire, entre autres, les arabesques et les dessins qui ornent les marges et les titres.  
En général, on divise aussi ce domaine des zones géographiques : art du livre arabe, art du livre persan, art du livre indien (musulman), art du livre ottoman. 